# Tradescanticola uniformis
Tradescanticola uniformis är en fjärilsart som beskrevs av Pieter Cornelius Tobias Snellen 1900. Tradescanticola uniformis ingår i släktet Tradescanticola och familjen glasvingar. Inga underarter finns listade i Catalogue of Life.